# Копанська
Копанська — станиця в Єйському районі Краснодарського краю. Центр Копанського сільського поселення.
Населення — 3,9 тис. мешканців (2002).

## Географія
Станиця лежить у південній частині Єйського півострова, у степовій зоні, за 50 км на південний схід від міста Єйськ. Від Ясенскої затоки Азовского моря станицю відокремлює ряд солоних озер, найбільше серед них — Ханське озеро. За 20 км на захід від Копанської розташована станиця Ясенська, за 20 км на схід — Новодеревянківська.

## Історія
Станиця заснована у 1873 році переселенцями з малоземельних станиць Темрюцького і Катеринодарського повітів. Назва дана по Копанській балці.